# Asterosmilia prolifera
Espèce
Asterosmilia prolifera est une espèce éteinte de coraux appartenant à la famille des Caryophylliidae.